# ژوزه کارلوس موریرا
ژوزه کارلوس موریرا (پرتغالی: José Carlos Moreira؛ زادهٔ ۲۸ سپتامبر ۱۹۸۳) دونده دو سرعت اهل برزیل است.
او در مسابقات کشوری و بین‌المللی در مجموع برندهٔ ۱ مدال نقره، ۱ مدال برنز شده‌است.